# Barbara Yung
Barbara Yung, de son vrai nom Yung Mei-ling (翁美玲, 7 mai 1959 - 14 mai 1985) est une actrice hongkongaise des années 1980.
Elle meurt par intoxication au gaz à l'âge de 26 ans au sommet de sa carrière, donnant naissance à de nombreuses rumeurs.

## Biographie
Née à Hong Kong le 7 mai 1959, Yung est la fille unique de parents fonctionnaires. Son enfance est relativement calme jusqu'à la mort de son père à l'âge de 7 ans.
Fin 1974, à 15 ans, Yung quitte Hong Kong pour l'Angleterre pour rejoindre sa mère qui a émigré. Yung, sa mère et un ami de la famille, que Yung considère comme son « oncle », s'installent d'abord à Barkingside près de Londres. Comme une famille, ils s'installent ensuite à Histon, un petit village de Cambridge. Là, les adultes ouvrent une petite boutique de fish and chips où Yung aide pendant les week-ends.
À Hong Kong, Yung avait étudié à la Rosaryhill School (en) (situé sur  (en)) où elle avait terminé ses études primaires et une partie de ses études secondaires via le formulaire 4. Elle poursuit ses études dans une école secondaire de Cambridge et est ensuite admise à un programme de deux ans à l'université Anglia Ruskin. À la fin de ce programme, elle s'installe à Londres pour étudier le design textile à la Central School of Art and Design (en) où elle passe 4 ans.

### Carrière
Yung retourne à Hong Kong et participe au concours de Miss Hong Kong en 1982 où elle arrive 8e. Après cela, elle est engagée comme actrice par la chaîne TVB et fait ses débuts à l'écran la même année dans une série wuxia cantonaise intitulée The Legend of the Unknowns (en) avec Kent Tong et Simon Yam. Elle devient immédiatement célèbre malgré son rôle relativement mineur. Elle gagne ainsi la confiance de TVB qui la fait jouer dans la série The Legend of the Condor Heroes (en), ce qui lui permet de devenir aussi célèbre à Singapour, en Malaisie, en Indonésie, en Thaïlande, au Viêt Nam et dans d'autres pays ayant une diaspora cantonaise importante dans les années 1980. Sa popularité persiste jusqu'à nos jours en raison de son rôle principal dans The Legend of the Condor Heroes qui est sa série la plus célèbre et dans laquelle elle joue le rôle de Wong Yung (en).
Les autres séries où elle joue sont The Foundation (en), The Man in the Middle, The Fearless Duo, United We Stand, The New Adventures of Chor Lau-heung (en), The Rough Ride (en) et The Battlefield (en).

### Mort
Yung est retrouvée inconsciente en raison d'une intoxication au gaz dans son appartement de Broadcast Drive (en) à Kowloon le matin du 14 mai 1985. Selon son ami (qui aurait commencé à courtiser Yung), Stephen Chow Sai-lung, Yung l'aurait appelé dans la nuit du 13 mai 1985. Il affirme qu'elle était perturbée par sa relation qui battait de l'aile avec Kent Tong. Après avoir raccroché, Chow est resté inquiet et est allé chez elle. Il n'a pas pu cependant entrer dans son appartement, a pensé que personne n'était présent et est reparti.
Chow retourne à l'appartement de Yung le matin du 14 mai 1985. Il frappe à la porte de Yung mais personne ne répond. Il dit qu'il a senti une odeur de gaz venant de la porte de l'appartement de Yung, a escaladé le mur extérieur de l'immeuble jusqu'à son appartement au deuxième étage et a brisé une fenêtre pour entrer. Il découvre Yung inconsciente et étendue dans son salon et alerte immédiatement la sécurité de l'immeuble et la police. Yung est transportée d'urgence à l'hôpital baptiste de Hong Kong où elle est déclarée morte à son arrivée.
Il y a beaucoup de rumeurs concernant la cause de sa mort. Certains l'attribue à un accident, un suicide ou peut-être même à un meurtre. L'une des rumeurs les plus répandues est que son suicide est le résultat de sa dépression sur sa relation supposée rompue avec l'acteur Kent Tong. Dans une interview accordée à une station de radio de Hong Kong le 14 mars 1985, interrogée sur les rumeurs concernant sa relation avec Kent Tong, Yung avait expliqué qu'il n'était qu'un ami et collègue. Les rumeurs concernant l'association de sa mort avec Kent Tong sont largement basés sur le compte rendu de Stephen Chow Sai-lung de ses dernières 24 heures. Il existe aussi des rumeurs selon lesquelles Stephen Chow Sai-lung aurait été le petit ami de Yung. Selon ses collègues de TVB, Yung ne s'était pas comportée de façon anormale dans les jours précédant l'incident et rien n'indiquait qu'elle était déprimée ou suicidaire. Elle semblait également très optimiste quant à son avenir dans son interview à la radio le 14 mars 1985 et celle réalisée deux semaines avant sa mort et n'a pas laissé de lettre de suicide. Au moment de sa mort, elle participait au tournage des derniers épisodes de la série The Battlefield qui devait se terminer en juin 1985.
Les funérailles de Yung sont un grand événement et réunissent des foules d'admirateurs et de nombreuses célébrités de Hong Kong. Son corps est placé dans le salon funéraire mondial de Hung Hom à Kowloon pour que ses admirateurs et ses amis puissent lui rendre un dernier hommage. Les acteurs Michael Miu, Felix Wong, Tony Leung Chiu-wai et Andy Lau sont les porteurs de son cercueil. Yung a des funérailles catholiques avant d'être incinérée à Hong Kong 19 mai 1985. Ses cendres sont ensuite inhumées au cimetière de Cambridge en Angleterre.

## Filmographie
| Année | Titre chinois        | Titre international                                                     | Rôle                                | Récompenses | Notes                              |
| ----- | -------------------- | ----------------------------------------------------------------------- | ----------------------------------- | ----------- | ---------------------------------- |
| 1982  | 十三妹               | The Legend of the Unknowns (en)                                         | Princesse Sheung                    |             | - Actrice secondaire               |
| 1983  | 射鵰英雄傳之鐵血丹心 | The Legend of the Condor Heroes: The Iron-Blooded Loyalists (en)        | Wong Yung (en)                      |             | - 1er rôle féminin                 |
| 1983  | 射鵰英雄傳之東邪西毒 | The Legend of the Condor Heroes: Eastern Heretic and Western Venom (en) | Wong Yung (en)                      |             | - 1er rôle féminin                 |
| 1983  | 射鵰英雄傳之華山論劍 | The Legend of the Condor Heroes: The Duel on Mount Hua (en)             | Wong Yung (en)                      |             | - 1er rôle féminin                 |
| 1983  | 夹心人               | The Man in the Middle                                                   | Tung Pui-man                        |             | - 1er rôle féminin                 |
| 1984  | 決戰玄武門           | The Foundation (en)                                                     | Chun Sik-sik                        |             | - 1er rôle féminin                 |
| 1984  | 天師執位             | The Fearless Duo                                                        | Lam Chor-yin                        |             | - 1er rôle féminin                 |
| 1984  | 生銹橋王             | United We Stand                                                         | Lam Pui-ying, Ho Doh-wan            |             | - 1er rôle féminin                 |
| 1984  | 楚留香之蝙蝠傳奇     | The New Adventures of Chor Lau-heung (en)                               | Song Siu-ching/Princesse Wing-ching |             | - 1er rôle féminin                 |
| 1985  | 挑戰                 | The Rough Ride (en)                                                     | Tse Bik-wah                         |             | - 1er rôle féminin                 |
| 1985  | 楚河漢界             | The Battlefield (en)                                                    | Yuk Dip-yee                         |             | - L'un des premiers rôles féminins |